# Kimberley Wells
Kimberley Wells, née le 18 juillet 1985 à Coonamble, est une coureuse cycliste australienne.

## Biographie
Elle achète un vélo de course à l'âge de 18 ans. Elle commence progressivement la compétition. Elle effectue des études de médecine à l'université James Cook. Elle les finit  en 2009 et devient cycliste à plein temps en 2012. En 2013, sur la Mitchelton Bay Cycling Classic, elle bat au sprint Melissa Hoskins et Rochelle Gilmore. Elle se rend ensuite aux États-Unis pour courir pour l'équipe Fearless Femmes. En 2014, elle est atteinte d'une pneumonie qui l'empêche de courir pendant la saison cycliste australienne. En 2015, elle est entraînée par Sara Carrigan.

## Palmarès sur route

### Palmarès par années
- 2013
  -  Championne d'Australie du critérium
- 2015
  -  Championne d'Australie du critérium
  - 2e étape du Trophée d'Or
- 2016
  - Grand Prix cycliste de Gatineau
  - 4e étape du Santos Women's Tour
  - 2e du GP della Liberazione

### Classements mondiaux
| Année                                 | 2015 | 2016 |
| ------------------------------------- | ---- | ---- |
| Classement UCI                        | 219e | 79e  |
|                                       |      |      |
| Légende : nc = non classéSource : UCI |      |      |

## Palmarès sur piste

### Championnat d'Océanie
- 2014
  -  Médaillée d'argent du scratch
  -  Médaillée de bronze de la poursuite par équipes

### Championnat national
- 2014
  - 2e de l'omnium